# Stadion Mattoangin
Stadion Mattoangin (oficjalnie Stadion Andi Mattalata) – wielofunkcyjny stadion w Makasar. Swoje mecze rozgrywa na nim PSM Makassar. Obiekt został wybudowany w 1974 i jest w stanie pomieścić 25 lub 30 tysięcy widzów.